# Armadillidium bifidum
Armadillidium bifidum is een pissebed uit de familie Armadillidiidae. De wetenschappelijke naam van de soort is voor het eerst geldig gepubliceerd in 1905 door Adrien Dollfus.